# BMW i5
BMW i5 (G60E) — електромобіль бізнес класу із кузовом типу седан, представлений компанією BMW 24 травня 2023 року.

## Опис

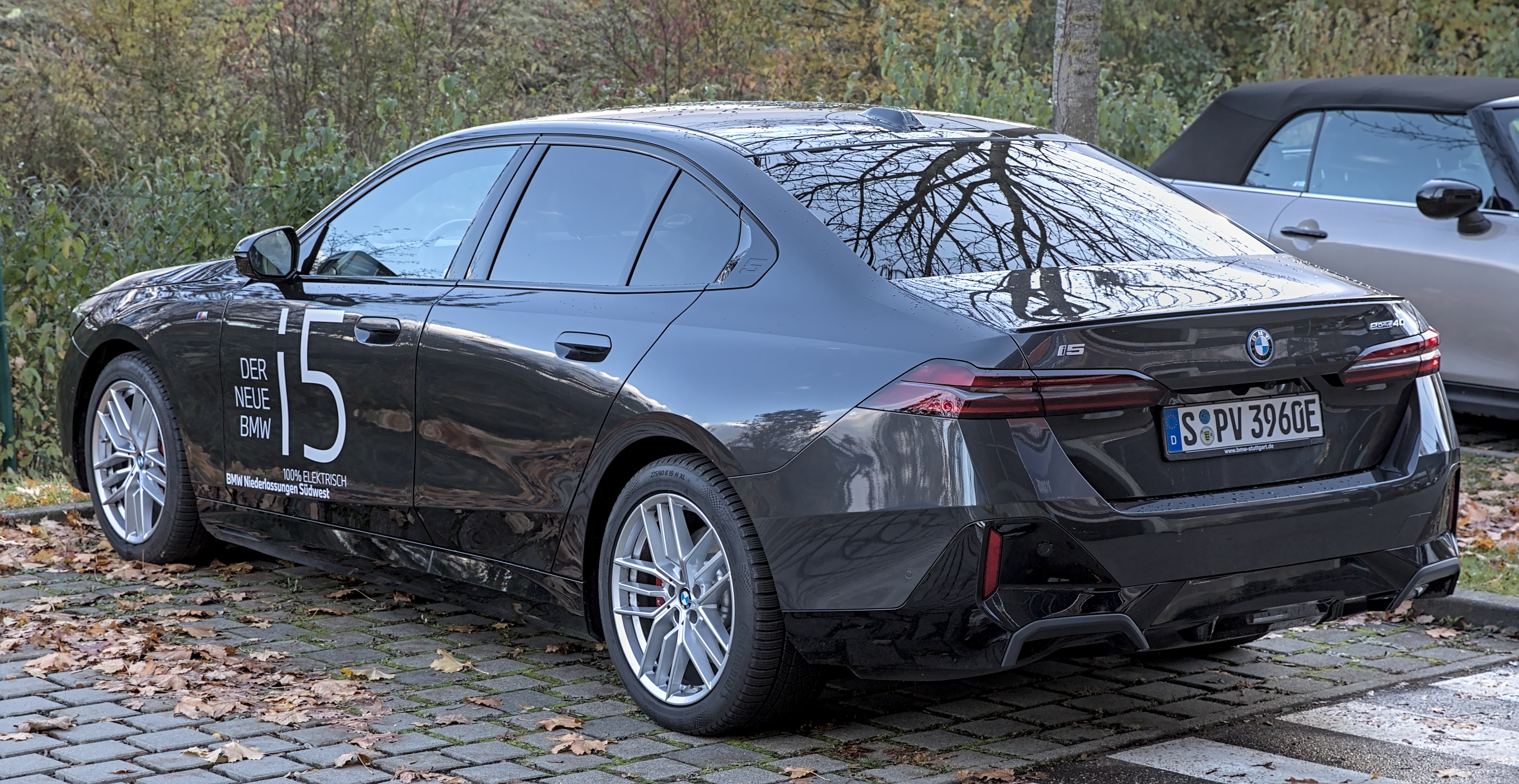
BMW i5 eDrive 40

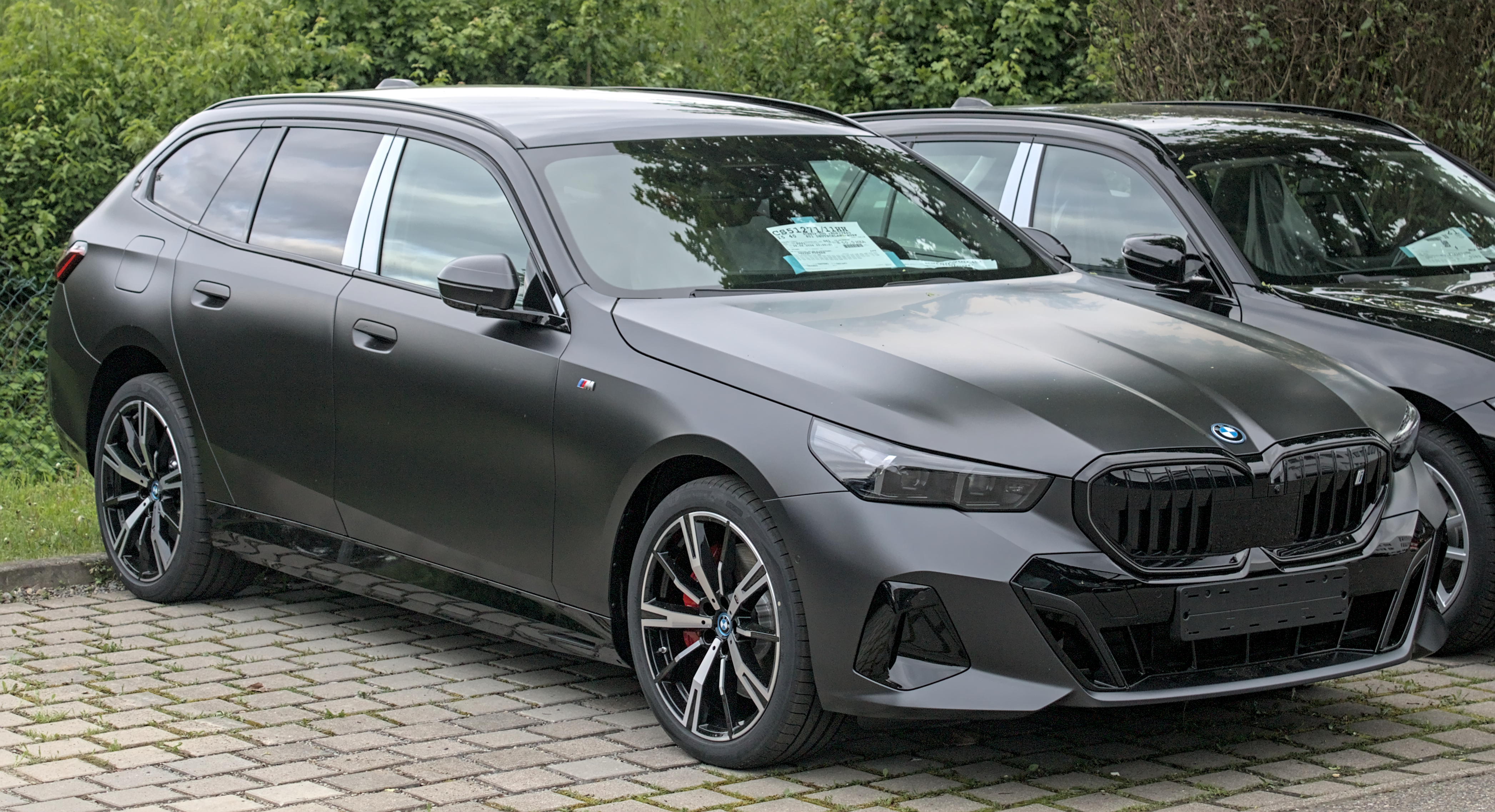
BMW i5 Touring

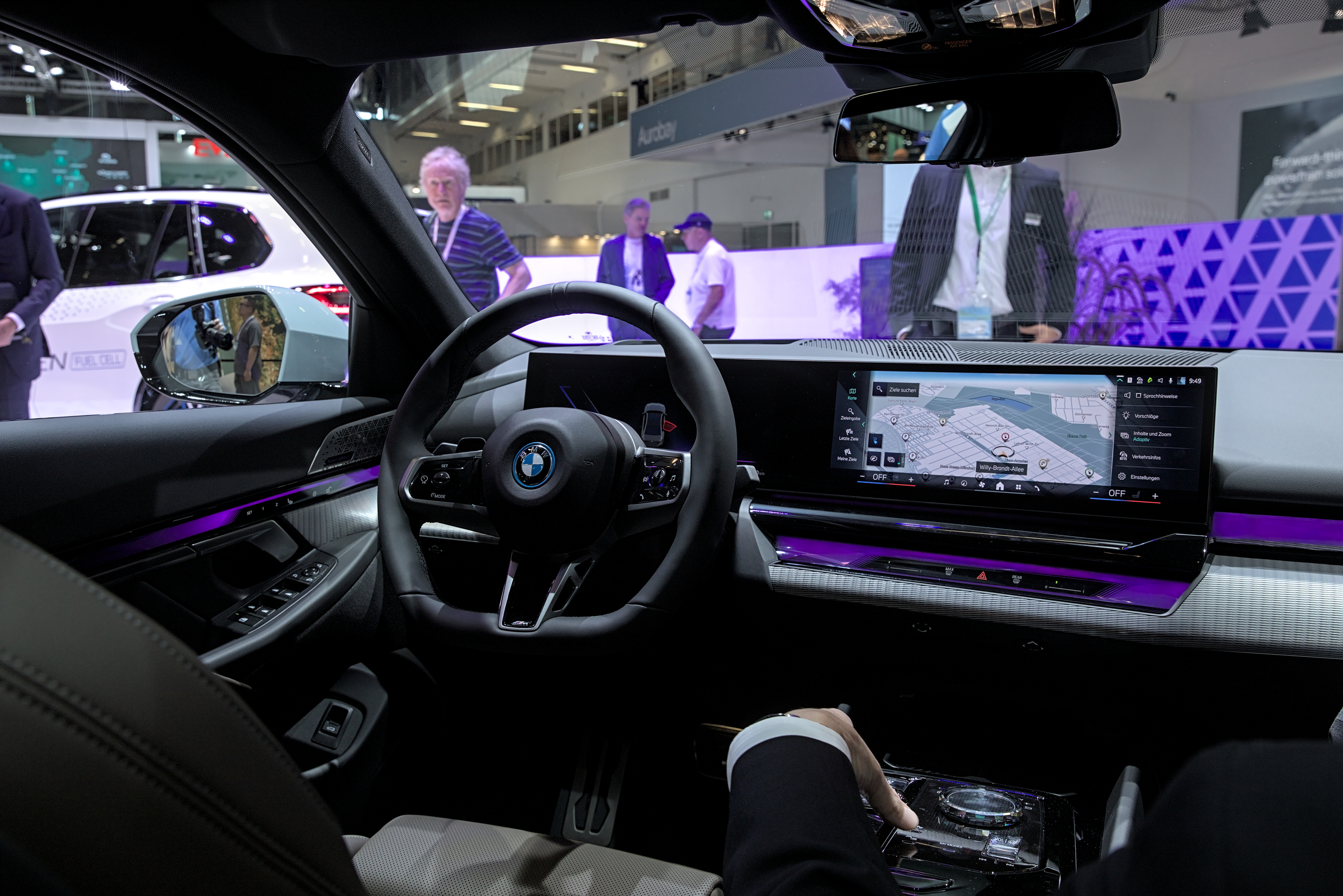

Седан BMW i5 (G60E) — це електрична версія 5-ї серії (G60/G61) на акумуляторі. Він будується на тій самій конвеєрній лінії Dingolfing, що й агрегати з двигунами внутрішнього згоряння та гібриди, що підключаються до мережі. Конкурентом i5 якого є Mercedes-Benz EQE.
Версія універсал дебютує пізніше і отримає назву BMW i5 Touring (G61E).
Автомобіль отримав акумулятори 81,2 кВт·год. Його запас ходу становитиме приблизно 583 км.
Бортовий комбінований зарядний пристрій (CCU) підтримує зарядку змінним струмом до 11 кВт у стандартній комплектації або до 22 кВт як опцію. Швидка зарядка постійного струму підтримується на потужності до 205 кВт, що дозволяє розрядити акумулятор від 10 до 80 відсотків приблизно за 30 хвилин.

## Модифікації
- i5 eDrive40 один електродвигун 340 к.с. 430 Нм (G60E)
- i5 xDrive40 два електродвигуни 500 к.с. (G60E, з 2024)
- i5 M60 два електродвигуни 601 к.с. 820 Нм (G60E)